# Бронебойный оперённый подкалиберный снаряд
Бронебойный оперённый подкалиберный снаряд (БОПС ) — тип снарядов для ствольного оружия, стабилизируемых в полёте оперением за счёт аэродинамических сил (аналогично стабилизации в полёте стрелы).
Это обстоятельство отличает данный тип боевых припасов от снарядов, стабилизируемых в полёте вращением за счёт гироскопических сил. Основной областью применения таких снарядов является поражение бронированной техники (в частности, танков). Стреловидные оперённые снаряды являются боеприпасами кинетического действия.

## Терминология
Бронебойные оперённые подкалиберные снаряды обозначаются аббревиатурами ОБПС, ОПС, БПС. В настоящее время сокращение БПС применяется также к оперённым подкалиберным стреловидным снарядам, хотя правильно должно применяться для обозначения подкалиберных бронебойных снарядов обычного для снарядов нарезных артиллерийских орудий удлинения. Название бронебойных оперённых стреловидных боеприпасов применимо к нарезным и гладкоствольным артиллерийским системам.

## Устройство
Боеприпасы данного типа состоят из стреловидного оперённого снаряда, тело (корпус) которого (или сердечник внутри корпуса) выполнено из прочного и высокоплотного материала, и оперения из традиционных конструкционных сплавов. К наиболее используемым для тела (активной части) материалам относятся тяжёлые сплавы на основе вольфрама (типа ВНЖ) и сплавы из обеднённого урана (например, американский сплав «Стабаллой» (Staballoy) или отечественный аналог типа сплава УНЦ). Оперение изготовляется из высокопрочных алюминиевых сплавов или стали.
При помощи кольцевых проточек (выштамповок) тело ОБПС соединяется с секторным поддоном из стали или высокопрочных алюминиевых сплавов (типа В-95, В-96Ц1 и аналогичных). Секторный поддон называется также ведущим устройством (ВУ) и состоит из трёх или более секторов. Поддоны скрепляются друг с другом ведущими поясками из металла или пластика и в таком виде окончательно закрепляются в металлической гильзе или в корпусе сгорающей гильзы. После вылета из ствола орудия секторный поддон под действием набегающего потока воздуха отделяется от тела ОБПС, разрушая ведущие пояски, в то время как само тело снаряда продолжает полёт к цели. Сброшенные сектора, обладая высоким аэродинамическим сопротивлением, тормозятся в воздухе и падают на некотором отдалении (от сотен метров до более километра) от дульного среза орудия. В случае промаха сам ОБПС, имеющий малое аэродинамическое сопротивление, может улететь на расстояние от 30 до более чем 50 км от дульного среза орудия.
Конструкции современных ОБПС крайне разнообразны: тела (активные части) снарядов могут быть как монолитными (моноблочными, цельнокорпусными), так и составными (сердечник или несколько сердечников в оболочке, а также продольно и поперечно многослойными), оперения могут быть практически равными калибру артиллерийского орудия или подкалиберными, различные элементы могут выполняться из стали или лёгких сплавов. ВУ могут иметь разный принцип распределения вектора действия газового давления на секторы (ВУ «разжимного» или «прижимного» типа, см. ниже), разное количество мест ведения секторов, изготавливаться из стали, лёгких сплавов, а также композиционных материалов — например, из углекомпозитов или арамидных композитов. В головных частях тел ОБПС могут устанавливаться баллистические наконечники и демпферы. В материал сердечников из вольфрамовых сплавов могут добавляться присадки, увеличивающие пирофорность сердечников. В хвостовых частях ОБПС могут устанавливаться трассёры.
Отдельной непростой задачей является обеспечение кучности ОБПС. Сектора ведущих устройств прижимного типа после вылета из ствола отделяются асимметрично и асинхронно, нарушают правильный полёт снаряда, приводя к траекторным возмущениям, и даже зачастую повреждают его оперение. ВУ разжимного типа могут отделяться, например, центробежной силой (для этого в снарядах гладкоствольной артиллерии делают косые отверстия для раскручивания пороховыми газами), также существуют ВУ комбинированного типа. Также на кучность влияет диаметр оперения: калиберное оперение служит задней зоной опоры снаряда и позволяет сделать т. н. одноопорное ВУ компактным и стальным, но вызывает большее сопротивление воздуха на траектории и увеличивает рассеивание, в отличие от двухопорного (которое может быть конструктивно оформлено наподобие катушечных подкалиберных снарядов или иным образом, а также должно изготавливаться из более дорогих материалов).
В советской артиллерии с начала 1960-х гг. (3БМ1, 3БМ2 для Т-12 разработаны в 1958—1960) использовались одноопорные кольцевые стальные ВУ прижимного типа и калиберное оперение, как в немецких проектах времён войны (см. ниже), в то время как в США в ходе экспериментов со стреловидными снарядами в начале 1960-х гг. и при разработке 152-мм ОБПС XM578 в 1964—1972 гг. пришли к схеме с двухопорными ВУ разжимного типа, которая и используется на Западе до сих пор — как выяснилось впоследствии, второй подход предпочтительнее.
Масса тел ОБПС с оперением колеблется от 3,6 кг в старых моделях до 5—6 кг и более в моделях для перспективных танковых пушек калибра 140—155 мм.
Диаметр тел ОБПС без оперения колеблется от 40 мм в старых моделях до 22 мм и менее в новых перспективных ОБПС с большим удлинением. Удлинение ОБПС постоянно увеличивается и составляет от 10 до 30 и более.
Задача оптимизации при проектировании выстрела связана с поиском материала и технологии изготовления тела сердечника с максимальным его удлинением, обеспечивающим приемлемые внешнебаллистические характеристики и его конструктивную целостность при ударе о преграду, а также материалов и методов, позволяющих снизить паразитную массу поддона, и передаваемые сердечнику возмущения при его отделении для улучшения кучности.
Конструкторы стремятся увеличить удлинение тел ОБПС в связи с тем, что при удлинении тела увеличивается как поперечная нагрузка сердечника, так и иные факторы, влияющие на бронепробиваемость. В общем виде бронепробиваемость увеличивается при увеличении удлинения ОБПС, плотности материала сердечника и скорости его внедрения в броню (преграду).
Сердечники из тяжёлых сплавов с удлинениями, превышающими 30, склонны к изгибным деформациям при ведении по каналу ствола и после отделения поддона, а также к разрушению при взаимодействии с многопреградной и разнесенной броней. Плотность материала в настоящее время ограничена, так как в настоящее время в технике не существует материалов плотнее вольфрама и урана, практически употребимых для военных целей. Скорость ОБПС также ограничена величинами в интервале 1500—1800 м/с и зависит от конструкции артиллерийских орудий и боеприпасов к ним. Дальнейшее увеличение скорости связывается с исследовательскими работами, проводящимися в области метания снарядов при помощи артиллерийских орудий на жидких метательных веществах (ЖМВ), с электротермохимическим способом метания, с электротермическим способом метания, электрическим (магнитным) способом метания при помощи рельсотронов, гаусс-систем, их комбинаций, а также комбинаций электротермохимических и электромагнитных способов метания. При этом рост скорости свыше 2000 м/с для многих вариантов материалов снаряда приводит к снижению бронепробиваемости. Причина — разрушение снаряда при контакте с большинством вариантов бронепреград, превышающее в итоге прирост бронепробития в силу прироста скорости. Как таковая скорость снаряда обычно по мере роста повышает бронепробитие, а стойкость материалов брони одновременно снижается. Эффект в некоторых случаях может суммироваться, в некоторых — нет, если вести речь о сложносоставных бронепреградах. Для монопреград это чаще просто разные названия одного и того же процесса.
В СССР и России широко известны несколько типов ОБПС, созданных в различное время и имеющих собственные имена, которые возникли от названия/шифра НИОКР. Ниже перечислены ОБПС в хронологическом порядке от старых к новым. Коротко указано устройство и материал тела ОБПС:
- 3БМ22 «Заколка» — небольшой сердечник из карбида вольфрама в головной части стального тела (1976 год);
- 3БМ30 «Надфиль-2» — урановый сплав (1982 год);
- 3БМ27 «Надежда-Р» — небольшой сердечник из вольфрамового сплава в хвостовой части стального тела (1983 год);
- 3БМ32 «Вант» — монолитное тело из уранового сплава (1985 год);
- 3БМ42 «Манго» — два удлинённых сердечника из вольфрамового сплава в стальной рубашке тела (1986 год);
- 3БМ48 «Свинец» — монолитное тело из уранового сплава (1991 год);
- 3БМ39 «Анкер» (1990-е гг.);
- 3БМ44 «Лекало»[9][10] М? — усовершенствованный сплав (подробности неизвестны) (1997 год); возможно, этот ОБПС носит название «Снаряд повышенного могущества»;
- 3БМ60 «Свинец-2» — судя по индексу, модифицированный снаряд с вольфрамовым сердечником (подробности неизвестны).

Имена собственные имеют и иные ОБПС. Например, противотанковая гладкоствольная пушка калибра 100 мм имеет боеприпас «Вальщик», 115-мм танковая пушка — «Камергер», и т. п.

## Показатели бронепробиваемости
Сравнительная оценка показателей бронепробиваемости связана со значительными трудностями. На оценку показателей бронепробиваемости влияют достаточно разные методики испытаний ОБПС в разных странах, отсутствие в разных странах стандартного типа брони для испытаний, разными условиями размещения брони (компактное или разнесённое), а также постоянными манипуляциями разработчиков всех стран с дистанциями обстрела испытуемой брони, углами установки брони перед испытаниями, различными статистическими методами обработки результатов испытаний. Как материал для испытаний в России и странах НАТО принята гомогенная катаная броня, для получения более точных результатов используются композитные мишени.
Согласно опубликованным данным, увеличение удлинения полётной части до значения 30 позволило повысить относительную толщину пробиваемой катаной гомогенной брони стандарта RHA (отношение толщины брони к калибру пушки, b/dп) до значений: 5,0 в калибре 105 мм, и 6,8 в калибре 120 мм.
Россия
- ОБПС 3БМ44 Лекало 550мм [11]
- ОБПС Свинец-1 3БМ59 — не объявлено, но так как снаряд с урановым сердечником по сравнению с вольфрамовым имеет бронепробиваемость примерно на 15-20 % большую, то можно сравнив этот снаряд со снарядом Свинец-2 3БМ60 посчитать что он имеет бронепробиваемость около 650 - 690 [12]мм.
- ОБПС Свинец-2 3БМ60 — 600 мм на дальности 2 км[12], 300 мм подуглом 60°[13]; для (2А26, 2А46М). 800 мм под прямым углом на дистанции 10 м.
- ОБПС Манго-М — 280 мм[13] (для 2А26, 2А46М), до 270 мм брони при угле 60°[14].

ряд других
- ОБПС Грифель для 2А83, 1000мм[15]

ВАЖНО: по методике НАТО бронепробиваемость означает, что более 50 % снарядов пробьет броню указанной толщины.
США
- ОБПС М829А1 для пушки калибра 120 мм (США) — 650 - 700 мм[12];
- ОБПС М829А2 — 750 мм по прямым углом на дистанции 10 м;
- ОБПС М829А3 — 800 мм; По официальному сайту НИИ Стали "до 800" (и М829А2 и М829А3)[16] "770" мм [17] под прямым углом на дистанции 10 м
- ОБПС M829A4 — источников нет. Эквивалентен А3, дешевле в производстве.

Германия
- ОБПС DM53 для пушки «Рейнметалл» L/55 калибра 120 мм с увеличенной длиной ствола Lств= 55 клб. — 750 мм (D=2000 м)[18]. Длина снаряда 740 мм, диаметр 22,7 мм, длина головной части 84 мм (итого от конца сердечника до начала головной части 656 мм), вес около 5 кг.

Из известных БПС других стран каких либо рекордных боеприпасов за последние десятилетия на данный момент не замечено, что мало связано с фактическим положением ситуации тем более в смысле дополнительных данных (например количество снарядов и орудий и защищённость носителя).

## История
Возникновение ОБПС было связано с недостаточной бронепробиваемостью обычных бронебойных и подкалиберных снарядов для нарезных артиллерийских орудий во время и после Второй мировой войны. Попытки увеличить удельную нагрузку (то есть удлинить их сердечник) в подкалиберных снарядах натолкнулись на явление потери стабилизации вращением при увеличении длины снаряда свыше 6-8 калибров. Прочность современных материалов не позволяла более увеличивать угловую скорость вращения снарядов.
В Советском Союзе (и позже России) во второй половине 1950-х годов В. В. Яворским и сотрудниками был развит принципиально новый путь увеличения длины снаряда (то есть его поперечной нагрузки) путём применения стреловидных снарядов, выстреливаемых из гладкоствольных или артиллерийских орудий с пологой нарезкой. Впоследствии от пологой нарезки отказались и перешли на полностью гладкоствольные артиллерийские орудия, которые в настоящее время обеспечивают необходимую кучность стрельбы стреловидными оперёнными снарядами.
Калибр гладкоствольных орудий для стрельбы ОБПС составляет в настоящее время 115, 120 и 125 мм. Некоторые конструкции ОБПС позволяют выстреливать их из нарезных артиллерийских орудий калибров 90, 100 и 105 мм.
Основные преимущества выстрелов с ОБПС танковых пушек:
- высокая бронепробиваемость всех типов защиты,
- малое полётное время до цели,
- настильная траектория на дальности до 4 км,
- высокая кучность боя.

В период 1990—2000-х годов для нарезных малокалиберных автоматических пушек рядом промышленно развитых государств разработаны выстрелы с ОБПС в калибрах 23,25, 30, 35, 40, 50 и 60 мм. Выстрелы с ОБПС различных производителей в калибрах 23-40 мм приняты на вооружение рядом государств, в том числе, входящих в блок НАТО, и являются основными выстрелами для поражения боевых бронированных машин легкой категории (БМП, БТР) на дальностях 1500—2500 м.

### Стреловидные и оперённые снаряды для сверхдальнобойных орудий
В ракетно-артиллерийском КБ полигона Пенемюнде Peenemünde-Heeresversuchsanstalt к концу Второй мировой войны немецкий конструктор Гесснер (Hanns Gessner) сконструировал серию стреловидных оперённых снарядов индекса PPG (Peenemünder Pfeilgeschosse) к гладкоствольным стволам калибра 310 мм фирм «Крупп» и «Ганомаг», устанавливаемым на лафете 28-см сверхдальнобойной железнодорожной установки К5 (Е). 310-мм осколочно-фугасный стреловидный снаряд индекс Sprenge-Granate 4861 имел длину 2012 мм и массу в 136 кг. Диаметр тела стрелы составлял 120 мм, количество перьев стабилизатора — 4 шт. Начальная скорость снаряда 1420 м/c, масса разрывного заряда 25 кг, дальность стрельбы 160 км. Снаряды применялись против англо-американских войск в боях у Бонна.
В 1944 году для пушки калибром 210 мм железнодорожной сверхдальнобойной установки К12(Е) немецкие конструкторы создали калиберный снаряд с раскрывающимся оперением. Длина снаряда составляла 1500 мм, масса 140 кг. При начальной скорости 1850 м/c снаряд должен был иметь дальность полета 250 км. Для стрельбы оперёнными снарядами был создан гладкий артиллерийский ствол длиной 31 м. Снаряд и пушка не вышли из стадии испытаний.
Самым известным проектом, использовавшим сверхдальнобойный подкалиберный оперённый снаряд, был проект главного инженера фирмы «Рехлинг» Кондерса. Орудие Кондерса имело несколько названий — Фау-3, «HDP-Насос высокого давления», «Многоножка», «Трудолюбивая Лизхен», «Приятель». Многокамерное орудие калибра 150 мм использовало стреловидный оперённый подкалиберный снаряд массой в разных вариантах от 80 кг до 127 кг, при массе взрывчатого вещества от 5 кг до 25 кг. Калибр тела снаряда колебался от 90 мм до 110 мм. Разные варианты снарядов содержали от 4 откидных до 6 постоянных перьев стабилизаторов. Удлинение некоторых моделей снарядов достигало 36. Укороченная модификация пушки LRK 15F58 стреляла стреловидным снарядом 15-cm-Sprgr. 4481, спроектированным в Пенемюнде, и участвовала в боевых действиях, ведя огонь по Люксембургу, Антверпену и 3-й армии США. В конце войны одно орудие было захвачено американцами и вывезено в США.

### Оперённые снаряды противотанковых орудий
В 1944 году фирмой «Рейнметалл» было создано гладкоствольное артиллерийское противотанковое орудие 8Н63 калибром 80 мм, стреляющее оперённым кумулятивным снарядом весом 3,75 кг с массой взрывчатого вещества в 2,7 кг. Разработанные пушки и снаряды применялись в боевых действиях до конца Второй мировой войны.
В том же году фирма «Крупп» создала гладкоствольное противотанковое орудие PWK. 10.H.64 калибром 105 мм. Орудие стреляло оперённым кумулятивным снарядом массой в 6,5 кг. Снаряд и пушка не вышли из стадии испытаний.
Проводились опыты по применению высокоскоростных стреловидных подкалиберных снарядов типа Tsp-Geschoss (от нем. Treibspiegelgeschoss — подкалиберный снаряд с поддоном)
для противотанковой борьбы (см. ниже «стреловидные снаряды зенитных орудий»). По неподтвержденным данным, немецкие разработчики в конце войны экспериментировали с применением природного урана в подкалиберных оперённых снарядах, которые закончились безрезультатно в связи с недостаточной прочностью нелегированного урана. Однако уже тогда была отмечена пирофорность урановых сердечников.

### Стреловидные снаряды зенитных орудий
Эксперименты со стреловидными оперёнными подкалиберными снарядами для высотной зенитной артиллерии проводились на полигоне вблизи от польского города Близна под руководством конструктора Р. Хермана (R. Hermann). Были испытаны зенитные орудия калибра 103 мм с длиной ствола до 50 калибров. В ходе испытаний выяснилось, что стреловидные оперённые снаряды продемонстрировали крайне низкую кучность из-за разреженности воздуха на больших высотах и, как следствие, недостаточной аэродинамической стабилизации. После того как стало очевидно, что стреловидные оперенные снаряды неприменимы для зенитной стрельбы, были сделаны попытки применить высокоскоростные подкалиберные снаряды с оперением для борьбы с танками. Работы были прекращены вследствие того, что серийные противотанковые и танковые пушки на то время имели достаточную бронепробиваемость, а нацистская Германия доживала последние дни.

## Стреловидные пули ручного огнестрельного оружия
Стреловидные пули для ручного огнестрельного оружия впервые были разработаны конструктором фирмы «AAI» Ирвином Баром. Внешне они напоминают арбалетные болты.
Фирмами «AAI», «Спрингфилд», «Винчестер» были сконструированы различные стреловидные пули, имеющие массу стрелы в 0,68—0,77 граммов, при диаметре тела стрелы в 1,8—2,5 мм со штампованным оперением. Начальная скорость стреловидных пуль варьировалась в зависимости от их типа от 900 м/с до 1500 м/с.
Импульс отдачи винтовок при стрельбе стреловидными боеприпасами был в несколько раз ниже, чем у винтовки М16. За период с 1954 по 1989 года в США было испытано множество модификаций стреловидных боеприпасов и специального оружия под него, но ожидаемых преимуществ перед обычными оболочечными пулями (как среднего, так и малого калибра) не было достигнуто. Стреловидные пули малой массы и калибра при высокой настильности траектории, имели недостаточную кучность и недостаточное убойное действие на средних и больших дистанциях.
В 1960-х годах стреловидные пули для ручного огнестрельного оружия испытывались и в СССР. Известен автомат АО-27 системы Ширяева под стреловидные боеприпасы, а также стреловидные боеприпасы для крупнокалиберных пулемётов. В СССР эксперименты со стреловидными боеприпасами также завершились безуспешно.
В девяностых годах XX века австрийские конструкторы фирмы Steyr создали оригинальное крупнокалиберное гладкоствольное снайперское ружье IWS 2000, боеприпас которой представляет собой оперённую иглу из карбида вольфрама или обеднённого урана, массой 20 граммов (308 гран) (20 г) в отделяемом поддоне. При начальной скорости стреловидной пули в 1450 м/с дульная энергия снайперского ружья составляет 36 800 Дж (энергия сердечника 21 025 Дж). На дистанции 1000 метров подкалиберная оперённая стрела из вольфрамового сплава пробивает бронелист толщиной 40 мм при попадании под прямым углом, при стрельбе на дистанцию 1 км максимальное превышение траектории над линией прицеливания составляет всего 80 см.

### Охотничьи стреловидные пули
Большинство типов удлинённых пуль для охотничьего гладкоствольного оружия имеют аэродинамический принцип стабилизации полёта и относятся к стрельчатым (стреловидным) снарядам. Из-за незначительного удлинения обычных охотничьих пуль в большинстве моделей (1,3—2,5 и даже менее (например, пуля Майера, стабилизируемая также не турбинным, а стрельчатым способом)), стрельчатость (стреловидность) охотничьих пуль визуально неочевидна.
Наиболее выраженную стреловидную форму в настоящее время имеют российские пули «Зенит» (конструкции Д. И. Ширяева) и зарубежные пули Совестра. Например, некоторые типы пуль Совестра имеют удлинение до 4,6—5, а некоторые типы пуль Ширяева — более 10. И та, и другая стреловидная оперённая пуля с больши́м удлинением отличаются от иных охотничьих стрельчатых пуль высокими показателями кучности стрельбы.

### Стреловидные оперённые пули подводного оружия
В России разрабатываются подводные боеприпасы стреловидной (игловидной) формы без оперения, входящие в состав патронов СПС калибра 4,5 мм (для специального подводного пистолета СПП-1; СПП-1М) и патронов МПС калибра 5,66 мм (для специального подводного автомата АПС). Неоперённые стреловидные пули для подводного оружия, стабилизирующиеся в воде кавитационной полостью, практически не стабилизируются в воздухе и требуют для применения под водой не штатного, а специального оружия.
В настоящее время наиболее перспективным подводно-воздушным боеприпасом, стрельба которым с одинаковой эффективностью может производиться как под водой на глубине до 50 м, так и на воздухе, являются патроны для штатных (серийных) автоматов и штурмовых винтовок, снаряжённые стреловидной оперённой пулей Полотнева, разработанной в ФГУП «ЦНИИХМ». Стабилизация пуль Полотнева под водой производится кавитационной полостью, а на воздухе — оперением пули.